# Vähä-Kissa
Vähä-Kissa är en ö i Finland. Den ligger i sjön Pitkäjärvi och i kommunen Jämsä i landskapet Mellersta Finland, i den södra delen av landet, 170 km norr om huvudstaden Helsingfors. Öns största längd är 10 meter i öst-västlig riktning.